# Birkenfeld (Bavière)
Pour les articles homonymes, voir Birkenfeld.
Birkenfeld est une commune de Bavière (Allemagne), située dans l'arrondissement de Main-Spessart, dans le district de Basse-Franconie.